# ティラノサウルスレース
ティラノサウルスレース（英：T-Rex races）とは、ティラノサウルスの着ぐるみを着用して行う徒競走である。
他にティラノレースなどとも呼ばれる。

## 概要
ティラノサウルススーツと呼ばれるティラノサウルスの着ぐるみを着て行われる。
2017年、アメリカワシントン州のエメラルドダウンズ競馬場にて地元の防虫業者が従業員の団結力を高める目的で開催されたものが発祥とされている。日本では2022年4月に鳥取県大山町にて「ティラノサウルスレース大山2022」が開催されて以降、全国各地で開催されている。日本国内での商標「ティラノサウルスレース」は、ティラノサウルスレース大山の運営元である日本ティラノサウルス保存会が所有。開催にあたっての申請や許諾は不要とする「ティラノサウルスは誰のものでもない」宣言がなされている。

## 着ぐるみについて
市販されているティラノサウルスのビニール製の着ぐるみがよく用いられる。空調服のように腰部に付いたファンの送り込む空気によって着ぐるみは膨らんでいる。胸部に視界確保用の窓が付いているが、走者の動きや空気抵抗があるため視界を保つのは難しいとされる。